# Crossoptilon
Il genere Crossoptilon comprende le tre specie di fagiani orecchiuti.
Sono tutte specie abbastanza grosse e sessualmente monomorfiche, e vivono in Cina.

## Specie
- Fagiano orecchiuto bianco, Crossoptilon crossoptilon
- Fagiano orecchiuto del Tibet, Crossoptilon harmani
- Fagiano orecchiuto bruno, Crossoptilon mantchuricum
- Fagiano orecchiuto azzurro, Crossoptilon auritum